# أيوب عمراوي
أيوب عمراوي (مواليد 14 مايو 2004) هو لاعب كرة قدم مغربي يشغل مركز ظهير أيسر ضمن نادي نيس الفرنسي. وُلد في فرنسا، وهو لاعب دولي مع المنتخب المغربي.

## مسيرته الكروية
العمراوي هو خريج لمراكز أوليول وراسينغ تولون وإس سي إير بيل، وانضم إلى فريق شباب نيس في عام 2019. في 20 يونيو 2021، وقّع عقدًا احترافيًا حتى عام 2024. ظهر لأول مرة مع نيس في الدوري الفرنسي في مباراة ضد نادي موناكو (انتهت بالفوز 3-0) في 26 فبراير 2023.

## مسيرته الدولية
ولد العمراوي في فرنسا، وهو من أصل مغربي. تم استدعاؤه للعب مع المنتخب المغربي تحت 20 سنة في مجموعة من المباريات الودية في مارس 2022. وقد ظهر مرة واحدة مع منتخب تحت 20 عامًا ضد منتخب رومانيا تحت 20 عامًا في مباراة ودية في 29 مارس 2022 (انتهت بالتعادل 2–2).

## روابط خارجية
- أيوب عمراوي على موقع قاعدة بيانات كرة القدم.إي يو (الإنجليزية)
- أيوب عمراوي على موقع Soccerway.com (الإنجليزية)
- أيوب عمراوي على موقع كووورة